# Io, Ibra
Io, Ibra (titolo originale in lingua svedese: Jag är Zlatan Ibrahimović) è il titolo della biografia del calciatore Zlatan Ibrahimović scritta da David Lagercrantz, pubblicata nel 2011 e disponibile in Italia dall'11 novembre dello stesso anno. Il libro si basa su circa 100 ore di interviste realizzate con Ibrahimović a Milano.

## Trama
Io, Ibra è la storia del calciatore conosciuto dai fan di tutto il mondo con il nome di Ibra.
Un'infanzia sul lato sbagliato delle strade di Malmö, Svezia, e la sua lotta contro le difficoltà; l'autore racconta dei suoi club, degli scandali e di altre star come Ronaldo, Ronaldinho, Patrick Vieira, Lionel Messi e  David Trezeguet. Cresciuto nel ghetto di Rosengård assieme ad altri figli di immigrati, ammette di aver rubato biciclette per gli spostamenti casa-allenamento. Con le sue parole, Ibra racconta dei tempi delle giovanili con il Malmö FF, e dei “figli di papà” della parte più ricca della città che hanno provato a cacciarlo dalla squadra perché troppo piccolo. A casa la situazione è altrettanto difficile: la madre Jurka, di origini croate, fa la donna delle pulizie e lavora anche quattordici ore al giorno per sfamare Zlatan, sua sorella Sanela, e i fratelli Sapko e Aleksandar; il padre Šefik, bosniaco, fa il muratore e l'addetto alla manutenzione di condomini.
Per andare lontano serve un procuratore: ecco che spunta Mino Raiola, che per Ibra diventa «il meraviglioso ciccione idiota». L'altro personaggio importante è Helena, la moglie manager, undici anni più di lui, conosciuta mentre litigavano per un parcheggio e che da allora chiama scherzosamente «miss evil super sexy bitch deluxe».
Ci
sono poi i conflitti all'Ajax, il passaggio alla Juventus, i suoi successi in Italia, le lacrime di Moggi e lo scandalo che quasi ha rovinato la sua carriera. Zlatan parla delle sue vittorie con l'Inter, di Mourinho e dei suoi gol più famosi, della compagna Helena, dei figli e della sua vita fuori dal campo di pallone. Per la prima volta racconta tutta la verità su cosa sia veramente successo tra lui e Pep Guardiola, l'allenatore del Barcellona.

## Accoglienza
Il libro suscitò polemiche già prima della sua uscita, a causa di alcune anticipazioni riguardanti il rapporto tra il centravanti ed alcuni compagni di squadra e allenatori, oltre che su Calciopoli. Il libro vendette, a Natale 2011, mezzo milione di copie in Svezia e 200 000 in Italia, diventando un grande successo. Sempre in Svezia, il numero di prenotazioni dell'autobiografia superò quello dell'ultimo libro della saga di Harry Potter. Lagercrantz annunciò anche la possibilità di trarne un film.
La biografia è stata nominata nell'elenco del Premio August nel 2012 (vinto poi da Ingrid Carlberg).
Dal libro è stata creata un'applicazione disponibile per iPad (al momento solo in lingua inglese).

## Edizioni
- (SV) Jag är Zlatan Ibrahimović, Albert Bonniers Förlag, 2011, ISBN 978-91-0-012653-7.
- (EN) I am Zlatan Ibrahimović, Penguin Books, 2013, ISBN 978-0-241-96683-9.
- (FR) Moi Zlatan Ibrahimović, JC Lattès, 2013, ISBN 978-2-7096-4292-7.
- (DE) Ich bin Zlatan, Malik Verlag, 2013, ISBN 978-3-89029-773-6.
- (NO) Jeg er Zlatan, Gyldendal, 2012, ISBN 978-82-8169-145-2.